# FC Tokyo 2013
Questa voce raccoglie le informazioni riguardanti il Football Club Tokyo nelle competizioni ufficiali della stagione 2013.

## Stagione
Il club, sotto la guida tecnica del serbo Ranko Popović, ha ottenuto l'ottavo posto in campionato, frutto di 16 vittorie, 6 pareggi e 12 sconfitte. In Coppa Yamazaki Nabisco, il club non ha superato la fase a gironi, arrivando al terzo posto nel girone B. In Coppa dell'Imperatore, invece, il club è stato eliminato in semifinale dal Sanfrecce Hiroshima.

## Divise e sponsor
Per la stagione 2013 vengono utilizzate le divise impiegate, nella stagione precedente, per la AFC Champions League. Sponsor tecnico (Adidas) e ufficiale (Lifeval, Tokyo Gas, Mitsubishi e Nippon Oil).
| Manica sinistra · Manica sinistra · Maglietta · Maglietta · Manica destra · Manica destra · Pantaloncini · Pantaloncini · Calzettoni · Calzettoni | Manica sinistra · Manica sinistra · Maglietta · Maglietta · Manica destra · Manica destra · Pantaloncini · Pantaloncini · Calzettoni · Calzettoni |

## Rosa
| N. |                     | Ruolo | Calciatore           |
| -- | ------------------- | ----- | -------------------- |
| 1  | Giappone (bandiera) | P     | Hitoshi Shiota       |
| 2  | Giappone (bandiera) | D     | Yūhei Tokunaga       |
| 3  | Giappone (bandiera) | D     | Masato Morishige     |
| 4  | Giappone (bandiera) | D     | Hideto Takahashi     |
| 5  | Giappone (bandiera) | D     | Kenichi Kaga         |
| 6  | Giappone (bandiera) | D     | Kōsuke Ōta           |
| 7  | Giappone (bandiera) | C     | Takuji Yonemoto      |
| 8  | Giappone (bandiera) | C     | Aria Jasuru Hasegawa |
| 9  | Giappone (bandiera) | A     | Kazuma Watanabe      |
| 11 | Giappone (bandiera) | A     | Tadanari Lee         |
| 13 | Giappone (bandiera) | A     | Sōta Hirayama        |
| 14 | Giappone (bandiera) | C     | Hokuto Nakamura      |
| 15 | Giappone (bandiera) | D     | Daishi Hiramatsu     |
| 16 | Giappone (bandiera) | D     | Yūichi Maruyama      |
| 17 | Giappone (bandiera) | C     | Hiroki Kawano        |
| 18 | Giappone (bandiera) | C     | Naohiro Ishikawa     |

| N. |                          | Ruolo | Calciatore         |
| -- | ------------------------ | ----- | ------------------ |
| 19 | Giappone (bandiera)      | C     | Yōhei Ōtake        |
| 20 | Giappone (bandiera)      | P     | Shūichi Gonda      |
| 21 | Giappone (bandiera)      | P     | Ryotaro Hironaga   |
| 23 | Giappone (bandiera)      | A     | Yohei Hayashi      |
| 26 | Giappone (bandiera)      | D     | Takumi Abe         |
| 27 | Giappone (bandiera)      | C     | Sōtan Tanabe       |
| 29 | Giappone (bandiera)      | D     | Kazunori Yoshimoto |
| 30 | Corea del Sud (bandiera) | D     | Jang Hyun-Soo      |
| 32 | Serbia (bandiera)        | C     | Nemanja Vučićević  |
| 34 | Giappone (bandiera)      | C     | Hideyuki Nozawa    |
| 35 | Giappone (bandiera)      | C     | Riku Matsuda       |
| 36 | Giappone (bandiera)      | C     | Hirotaka Mita      |
| 37 | Giappone (bandiera)      | C     | Kento Hashimoto    |
| 38 | Giappone (bandiera)      | C     | Keigo Higashi      |
| 49 | Brasile (bandiera)       | A     | Lucas Severino     |

## Calciomercato

### Sessione invernale
| Acquisti | Acquisti           | Acquisti       | Acquisti      |
| R.       | Nome               | da             | Modalità      |
| -------- | ------------------ | -------------- | ------------- |
| C        | Keigo Higashi      | Omiya Ardija   | definitivo    |
| C        | Hirotaka Mita      | Meiji Daigaku  | definitivo    |
| C        | Keigo Higashi      | Omiya Ardija   | definitivo    |
| A        | Tadanari Lee       | Southampton    | prestito      |
| D        | Takumi Abe         | Yokohama FC    | fine prestito |
| D        | Kazunori Yoshimoto | Mito HollyHock | fine prestito |
| D        | Kohei Shimoda      | Machida Zelvia | fine prestito |
| C        | Shuto Kono         | Machida Zelvia | fine prestito |
| A        | Roberto César      | Coritiba       | fine prestito |
| A        | Kentaro Shigematsu | Ventforet Kofu | fine prestito |

| Cessioni | Cessioni           | Cessioni          | Cessioni      |
| R.       | Nome               | a                 | Modalità      |
| -------- | ------------------ | ----------------- | ------------- |
| P        | Satoshi Tokizawa   | Montedio Yamagata | definitivo    |
| C        | Kohei Shimoda      | V-Varen Nagasaki  | definitivo    |
| D        | Kenta Mukuhara     | Cerezo Osaka      | prestito      |
| C        | Yōhei Kajiyama     | Panathīnaïkos     | prestito      |
| C        | Naotake Hanyū      | Ventforet Kofu    | prestito      |
| C        | Shuto Kono         | V-Varen Nagasaki  | prestito      |
| A        | Kentaro Shigematsu | Ehime             | prestito      |
| A        | Roberto César      | Ulsan HD          | prestito      |
| A        | Edmilson           | Al-Gharafa        | fine prestito |
| A        | Hirotaka Mita      | Meiji University  | fine prestito |
| A        | Yoshinori Muto     | Keio University   | fine prestito |

### Sessione estiva
| Acquisti | Acquisti       | Acquisti        | Acquisti      |
| R.       | Nome           | da              | Modalità      |
| -------- | -------------- | --------------- | ------------- |
| A        | Yoshinori Muto | Keio University | prestito      |
| C        | Yohei Kajiyama | Panathīnaïkos   | fine prestito |

| Cessioni | Cessioni        | Cessioni         | Cessioni      |
| R.       | Nome            | a                | Modalità      |
| -------- | --------------- | ---------------- | ------------- |
| D        | Takumi Abe      | Matsumoto Yamaga | definitivo    |
| C        | Yohei Kajiyama  | Oita Trinita     | prestito      |
| C        | Sotan Tanabe    | Sabadell         | prestito      |
| C        | Yohei Otake     | Shonan Bellmare  | prestito      |
| C        | Kento Hashimoto | Roasso Kumamoto  | prestito      |
| A        | Tadanari Lee    | Southampton      | fine prestito |

## Risultati

### Campionato

#### Girone di andata
| Arbitro: | Masaaki Hamamoto |

|              |           |                           |
| Jung-Han 17’ | Marcatori | 26’ Watanabe 57’ Hasegawa |

| Arbitro: | Toshimitsu Yoshida |

|                              |           |  |
| Watanabe 6’ 29’ Hasegawa 78’ | Marcatori |  |

| Arbitro: | Ryuji Sato |

|               |           |  |
| Yamaguchi 47’ | Marcatori |  |

| Arbitro: | Toru Hirose |

|                                   |           |                      |
| Nakamura 60’ Fujita 68’ Saito 90’ | Marcatori | 27’ Lee 82’ Watanabe |

| Arbitro: | Tomoya Maeda |

|  |           |                 |
|  | Marcatori | 78’ Ljubijankič |

| Arbitro: | Minoru Tojo |

|                       |           |         |
| Kakuda 47’ Wilson 60’ | Marcatori | 80’ Lee |

| Arbitro: | Tomohiro Inoue |

|                                               |           |             |
| Severino 45+4’ (rig.) 51’ (rig.) Watanabe 59’ | Marcatori | 30’ Kennedy |

| Arbitro: | Yudai Yamamoto |

|                       |           |  |
| Lucas 22’ Higashi 65’ | Marcatori |  |

| Arbitro: | Itaru Hirose |

|                           |           |                              |
| Toyoda 77’ Mizunuma 90+1’ | Marcatori | 28’ Higashi 46’ 49’ Watanabe |

| Arbitro: | Takuto Okabe |

|                        |           |                         |
| Ishikawa 73’ Lee 90+3’ | Marcatori | 29’ Inoha 40’ Kobayashi |

| Arbitro: | Yoshiro Imamura |

|                                  |           |                      |
| Takayama 11’ Baba 65’ Nagaki 82’ | Marcatori | 54’ Ota 57’ Watanabe |

| Arbitro: | Nobutsugu Murakami |

|                                  |           |  |
| Takahashi 53’ Lucas Severino 61’ | Marcatori |  |

| Arbitro: | Jumpei Iida |

|                                   |           |                     |
| Osako 47’ 65’ Hyun-Soo 56’ (aut.) | Marcatori | 7’ Lee 44’ Watanabe |

| Arbitro: | Kenji Ogiya |

|  |           |                 |
|  | Marcatori | 90+4’ Hyung-Jin |

| Arbitro: | Hiroyuki Kimura |

|                          |           |                       |
| Koroki 81’ Haraguchi 86’ | Marcatori | 11’ Mita 56’ Hasegawa |

| Arbitro: | Koichiro Fukushima |

|                                                     |           |  |
| Takahashi 3’ Watanabe 10’ (rig.) Lucas Severino 88’ | Marcatori |  |

| Arbitro: | Yuichi Nishimura |

|                                                   |           |             |
| Lucas Severino 18’ Watanabe 69’ 89’ Vučićević 82’ | Marcatori | 1’ Hiramoto |

#### Girone di ritorno
| Shizuoka 31 luglio 2013, ore 21:00 UTC+9 | Shimizu S-Pulse    | 0 – 0 referto | FC Tokyo | IAI Stadium (10.781 spett.)\| Arbitro: \| Toshimitsu Yoshida \| |
| Arbitro:                                 | Toshimitsu Yoshida |               |          |                                                                 |

| Arbitro: | Hiroyoshi Takayama |

|                  |           |  |
| Watanabe 37’ 47’ | Marcatori |  |

| Arbitro: | Szymon Marciniak |

|                        |           |                      |
| Okubo 33’ Nakamura 46’ | Marcatori | 39’ Watanabe 56’ Ota |

| Arbitro: | Jumpei Iida |

|  |           |                        |
|  | Marcatori | 31’ Hyodo 89’ Nakamura |

| Iwata 24 agosto 2013, ore 21:00 UTC+9 | Júbilo Iwata | 0 – 0 | FC Tokyo | Yamaha Stadium (12.809 spett.)\| Arbitro: \| Masaaki Toma \| |
| Arbitro:                              | Masaaki Toma |       |          |                                                              |

| Arbitro: | Hajime Matsuo |

|                           |           |                          |
| Hirayama 81’ Watanabe 84’ | Marcatori | 40’ 85’ Toyoda 41’ Ikeda |

| Arbitro: | Minoru Tojo |

|          |           |                           |
| Sato 62’ | Marcatori | 16’ Watanabe 81’ Yonemoto |

| Arbitro: | Toshimitsu Yoshida |

|                                        |           |                     |
| Hyun-Soo 8’ Morishige 36’ Hirayama 90’ | Marcatori | 51’ Makino 53’ Nasu |

| Arbitro: | Futoshi Nakamura |

|                            |           |  |
| Hasegawa 38’ Vučićević 88’ | Marcatori |  |

| Arbitro: | Nobutsugu Murakami |

|                            |           |                                                     |
| Watanabe 13’ Novakovič 37’ | Marcatori | 7’ 45+2’ 66’ Lucas Severino 90’ Mita 90+4’ Hirayama |

| Arbitro: | Itaru Hirose |

|              |           |                                         |
| Hirayama 86’ | Marcatori | 6’ Endo 9’ Davi 67’ Ogasawara 81’ Osako |

| Arbitro: | Hiroyuki Kimura |

|                            |           |  |
| Ota 53’ Lucas Severino 79’ | Marcatori |  |

| Arbitro: | Minoru Tojo |

|              |           |              |
| Hiramoto 28’ | Marcatori | 80’ Tokunaga |

| Arbitro: | Toshimitsu Yoshida |

|              |           |                           |
| Hasegawa 70’ | Marcatori | 31’ Minamino 87’ Kakitani |

| Arbitro: | Ryuji Sato |

|                              |           |              |
| Hyun-Soo 68’ Vučićević 90+2’ | Marcatori | 66’ Takayama |

| Arbitro: | Itaru Hirose |

|                                             |           |              |
| Tanaka 39’ (rig.) 45+3’ (rig.) 87’ Kudo 46’ | Marcatori | 83’ Ishikawa |

| Arbitro: | Futoshi Nakamura |

|                                   |           |  |
| Lucas Severino 53’ Hirayama 90+2’ | Marcatori |  |

### Coppa Yamazaki Nabisco

#### Fase a gironi
| Tokyo 20 marzo 2013, ore 15:00 UTC+9 | FC Tokyo         | 0 – 0 referto | Sagan Tosu | Tokyo Stadium (11.039 spett.)\| Arbitro: \| Yūichi Nishimura \| |
| Arbitro:                             | Yūichi Nishimura |               |            |                                                                 |

| Arbitro: | Yudai Yamamoto |

|                    |           |                                                       |
| Osako 24’ Davi 78’ | Marcatori | 45+1’ Watanabe 57’ Lucas Severino 77’ Lee 81’ Higashi |

| Tokyo 3 aprile 2013, ore 21:00 UTC+9 | FC Tokyo          | 0 – 0 referto | Nagoya Grampus | Tokyo Stadium (9.900 spett.)\| Arbitro: \| Ichiro Matsubashi \| |
| Arbitro:                             | Ichiro Matsubashi |               |                |                                                                 |

| Arbitro: | Yosuke Kubota |

|                                  |           |         |
| Kakitani 55’ Fábio Simplício 69’ | Marcatori | 61’ Lee |

| Oita 24 aprile 2013, ore 21:00 UTC+9 | Oita Trinita | 0 – 0 referto | FC Tokyo | Oita Bank Dome (4.623 spett.)\| Arbitro: \| Jumpei Iida \| |
| Arbitro:                             | Jumpei Iida  |               |          |                                                            |

| Arbitro: | Masaaki Iemoto |

|                       |           |             |
| Ishikawa 51’ Mita 82’ | Marcatori | 65’ Okamoto |

### Coppa dell'Imperatore

#### Fase ad eliminazione diretta
| Tokyo 7 settembre 2013 Secondo turno | FC Tokyo     | 0 – 0 (d.t.s.) referto | Yokogawa Musashino | Tokyo Stadium (7.469 spett.)\| Arbitro: \| Takuto Okabe \| |
| Arbitro:                             | Takuto Okabe |                        |                    |                                                            |

| Arbitro: | Yoshiro Imamura |

|           |                      |                    |
| Fukai 90’ | Marcatori            | 41’ Lucas Severino |
|           | Tiri di rigore 5 – 6 |                    |

| Arbitro: | Hiroyoshi Takayama |

|  |           |                                 |
|  | Marcatori | 45+1’ Mita 54’ Watanabe 82’ Ota |

| Arbitro: | Masaaki Iemoto |

|           |           |                        |
| Wilson 3’ | Marcatori | 90+3’ Ota 120’ Hayashi |

| Arbitro: | Nobutsugu Murakami |

|                                                        |                      |                                                        |
| Ota Morishige Hyun-Soo Mita Hasegawa Yonemoto Ishikawa | Tiri di rigore 4 – 5 | Aoyama Mizumoto Chiba Nishikawa Shiotani Asano Notsuda |

## Statistiche

### Statistiche di squadra
| Competizione           | Punti | In casa | In casa | In casa | In casa | In casa | In casa | In trasferta | In trasferta | In trasferta | In trasferta | In trasferta | In trasferta | Totale | Totale | Totale | Totale | Totale | Totale | DR  |
| Competizione           | Punti | G       | V       | N       | P       | Gf      | Gs      | G            | V            | N            | P            | Gf           | Gs           | G      | V      | N      | P      | Gf     | Gs     | DR  |
| ---------------------- | ----- | ------- | ------- | ------- | ------- | ------- | ------- | ------------ | ------------ | ------------ | ------------ | ------------ | ------------ | ------ | ------ | ------ | ------ | ------ | ------ | --- |
| J.League Division 1    | 54    | 17      | 10      | 1       | 6       | 31      | 20      | 17           | 6            | 5            | 6            | 31           | 27           | 34     | 16     | 6      | 12     | 61     | 47     | +14 |
| Coppa Yamazaki Nabisco | 9     | 3       | 1       | 2       | 0       | 2       | 1       | 3            | 1            | 1            | 1            | 5            | 4            | 6      | 2      | 3      | 1      | 7      | 5      | +2  |
| Coppa dell'Imperatore  | -     | 2       | 0       | 1       | 1       | 0       | 0       | 3            | 3            | 0            | 0            | 6            | 2            | 5      | 3      | 1      | 1      | 6      | 2      | +4  |
| Totale                 | 63    | 22      | 11      | 4       | 7       | 33      | 21      | 23           | 10           | 6            | 7            | 42           | 33           | 45     | 21     | 10     | 14     | 74     | 54     | +20 |

### Statistiche dei giocatori
In corsivo i giocatori che hanno lasciato la squadra durante la stagione. 
| Giocatore      | J.League Division 1 | J.League Division 1 | J.League Division 1 | J.League Division 1 | Coppa Yamazaki Nabisco | Coppa Yamazaki Nabisco | Coppa Yamazaki Nabisco | Coppa Yamazaki Nabisco | Coppa dell'Imperatore | Coppa dell'Imperatore | Coppa dell'Imperatore | Coppa dell'Imperatore | Totale   | Totale | Totale      | Totale     |
| Giocatore      | Presenze            | Reti                | Ammonizioni         | Espulsioni          | Presenze               | Reti                   | Ammonizioni            | Espulsioni             | Presenze              | Reti                  | Ammonizioni           | Espulsioni            | Presenze | Reti   | Ammonizioni | Espulsioni |
| -------------- | ------------------- | ------------------- | ------------------- | ------------------- | ---------------------- | ---------------------- | ---------------------- | ---------------------- | --------------------- | --------------------- | --------------------- | --------------------- | -------- | ------ | ----------- | ---------- |
| H. Shiota      | 1                   | 0                   | 0                   | 0                   | 4                      | -4                     | 0                      | 0                      | 5                     | -2                    | 0                     | 0                     | 10       | -6     | 0           | 0          |
| Y. Tokunaga    | 34                  | 1                   | 3                   | 0                   | 5                      | 0                      | 0                      | 0                      | 5                     | 0                     | 1                     | 0                     | 44       | 1      | 4           | 0          |
| M. Morishige   | 33                  | 1                   | 6                   | 0                   | 5                      | 0                      | 0                      | 0                      | 2                     | 0                     | 0                     | 0                     | 40       | 1      | 6           | 0          |
| H. Takahashi   | 32                  | 2                   | 5                   | 0                   | 4                      | 0                      | 0                      | 0                      | 4                     | 0                     | 0                     | 0                     | 40       | 2      | 5           | 0          |
| K. Kaga        | 18                  | 0                   | 6                   | 0                   | 6                      | 0                      | 0                      | 0                      | 3                     | 0                     | 0                     | 0                     | 27       | 0      | 6           | 0          |
| K. Ota         | 34                  | 3                   | 3                   | 0                   | 5                      | 0                      | 0                      | 0                      | 5                     | 2                     | 0                     | 0                     | 44       | 5      | 3           | 0          |
| T. Yonemoto    | 33                  | 1                   | 6                   | 0                   | 4                      | 0                      | 0                      | 0                      | 5                     | 0                     | 1                     | 0                     | 42       | 1      | 7           | 0          |
| A. Hasegawa    | 32                  | 5                   | 3                   | 0                   | 5                      | 0                      | 0                      | 0                      | 5                     | 0                     | 0                     | 0                     | 42       | 5      | 3           | 0          |
| K. Watanabe    | 33                  | 17                  | 3                   | 0                   | 4                      | 1                      | 1                      | 0                      | 5                     | 1                     | 1                     | 0                     | 42       | 19     | 5           | 0          |
| T. Lee         | 13                  | 4                   | 0                   | 0                   | 6                      | 2                      | 0                      | 0                      | -                     | -                     | -                     | -                     | 19       | 6      | 0           | 0          |
| S. Hirayama    | 21                  | 5                   | 1                   | 0                   | 3                      | 0                      | 2                      | 0                      | 3                     | 0                     | 2                     | 0                     | 27       | 5      | 5           | 0          |
| H. Nakamura    | 0                   | 0                   | 0                   | 0                   | 0                      | 0                      | 0                      | 0                      | 0                     | 0                     | 0                     | 0                     | 0        | 0      | 0           | 0          |
| D. Hiramatsu   | 0                   | 0                   | 0                   | 0                   | 0                      | 0                      | 0                      | 0                      | 1                     | 0                     | 0                     | 0                     | 1        | 0      | 0           | 0          |
| Y. Maruyama    | 0                   | 0                   | 0                   | 0                   | 1                      | 0                      | 0                      | 0                      | 3                     | 0                     | 0                     | 1                     | 4        | 0      | 0           | 1          |
| H. Kawano      | 4                   | 0                   | 0                   | 0                   | 5                      | 0                      | 0                      | 0                      | 1                     | 0                     | 0                     | 0                     | 10       | 0      | 0           | 0          |
| N. Ishikawa    | 22                  | 2                   | 0                   | 0                   | 3                      | 1                      | 0                      | 0                      | 4                     | 0                     | 0                     | 0                     | 29       | 3      | 0           | 0          |
| Y. Otake       | 0                   | 0                   | 0                   | 0                   | 1                      | 0                      | 1                      | 0                      | 0                     | 0                     | 0                     | 0                     | 1        | 0      | 1           | 0          |
| S. Gonda       | 33                  | -47                 | 2                   | 0                   | 2                      | -1                     | 0                      | 0                      | 0                     | 0                     | 0                     | 0                     | 35       | -48    | 2           | 0          |
| R. Hironaga    | 0                   | 0                   | 0                   | 0                   | 0                      | 0                      | 0                      | 0                      | 0                     | 0                     | 0                     | 0                     | 0        | 0      | 0           | 0          |
| Y. Hayashi     | 3                   | 0                   | 0                   | 0                   | 1                      | 0                      | 0                      | 0                      | 2                     | 1                     | 0                     | 0                     | 6        | 1      | 0           | 0          |
| T. Abe         | 0                   | 0                   | 0                   | 0                   | 0                      | 0                      | 0                      | 0                      | -                     | -                     | -                     | -                     | 0        | 0      | 0           | 0          |
| S. Tanabe      | 2                   | 0                   | 0                   | 0                   | 3                      | 0                      | 0                      | 0                      | -                     | -                     | -                     | -                     | 5        | 0      | 0           | 0          |
| K. Yoshimoto   | 0                   | 0                   | 0                   | 0                   | 0                      | 0                      | 0                      | 0                      | 0                     | 0                     | 0                     | 0                     | 0        | 0      | 0           | 0          |
| J. Hyun-Soo    | 26                  | 2                   | 4                   | 0                   | 2                      | 0                      | 1                      | 0                      | 3                     | 0                     | 2                     | 0                     | 31       | 2      | 7           | 0          |
| N. Vučićević   | 16                  | 3                   | 3                   | 0                   | 3                      | 0                      | 0                      | 0                      | 2                     | 0                     | 0                     | 0                     | 21       | 3      | 3           | 0          |
| H. Nozawa      | 0                   | 0                   | 0                   | 0                   | 1                      | 0                      | 0                      | 0                      | 0                     | 0                     | 0                     | 0                     | 1        | 0      | 0           | 0          |
| R. Matsuda     | 0                   | 0                   | 0                   | 0                   | 0                      | 0                      | 0                      | 0                      | 0                     | 0                     | 0                     | 0                     | 0        | 0      | 0           | 0          |
| H. Mita        | 17                  | 2                   | 0                   | 0                   | 4                      | 1                      | 0                      | 0                      | 4                     | 1                     | 0                     | 0                     | 25       | 4      | 0           | 0          |
| K. Hashimoto   | 0                   | 0                   | 0                   | 0                   | 0                      | 0                      | 0                      | 0                      | -                     | -                     | -                     | -                     | 0        | 0      | 0           | 0          |
| K. Higashi     | 32                  | 2                   | 5                   | 0                   | 6                      | 1                      | 0                      | 0                      | 5                     | 0                     | 1                     | 0                     | 43       | 3      | 6           | 0          |
| Lucas Severino | 34                  | 11                  | 3                   | 0                   | 1                      | 1                      | 0                      | 0                      | 3                     | 1                     | 0                     | 0                     | 38       | 13     | 3           | 0          |